# Appendice alle Operette morali

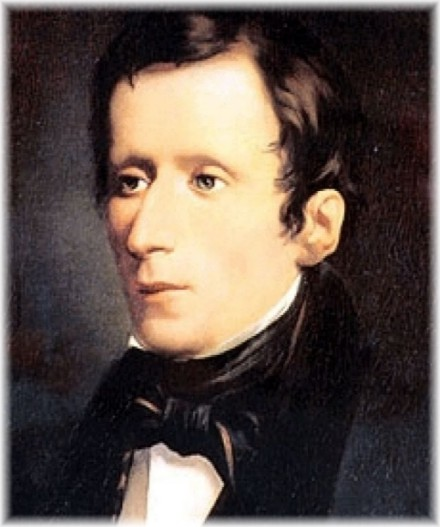
Ritratto di Giacomo Leopardi

Questa Appendice, messa insieme per la prima volta in un'edizione critica da Francesco Moroncini, raccoglie testi di provenienza diversa ma riconducibili al disegno programmatico dell'autore, in particolar modo il nucleo primordiale delle Operette, costituito dalla famose Prosette satiriche. Qui di seguito si darà conto, in modo dettagliato, dei testi di cui Leopardi effettivamente lasciò testimonianza tra le sue carte recanatesi.

## Notizia intorno a queste Operette
|  | Per approfondire, leggi il testo Notizia intorno a queste Operette. |

La Notizia è stata Premessa al II volume delle Opere (Napoli, Starita, 1835) e riprodotta dal Flora sulla base dell'esemplare corretto. Le poche righe del testo riportano informazioni di carattere editoriale sui testi pubblicati come la storia delle edizioni milanesi e fiorentine, le aggiunte di nuovi dialoghi (Dialogo di un venditore d'almanacchi e di un passeggere, Dialogo di Tristano e di un amico); correzioni e testi accresciuti (Frammento apocrifo di Stratone da Lampsaco, Il Copernico, Dialogo di Plotino e di Porfirio); e le soppressioni (Dialogo di un lettore di umanità e di Sallustio).

## Novella: Senofonte e Niccolò Machiavello
|  | Per approfondire, leggi il testo Novella: Senofonte e Niccolò Machiavello. |

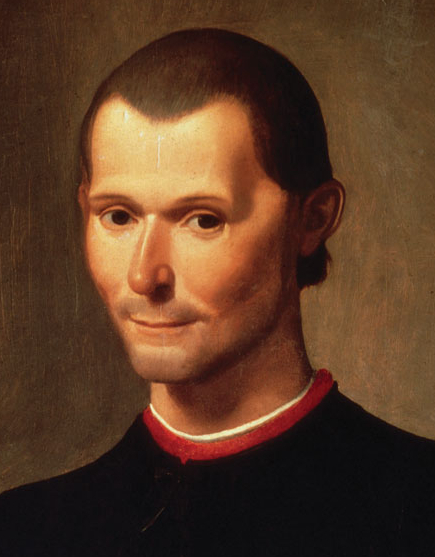
Niccolò Machiavelli

Il testo è datato 1822 dal primo editore, ma è probabilmente del 1820, secondo una proposta dello Scarpa, che la mette in rapporto con i pensieri politici dello Zibaldone di quell'anno.
È un abbozzo di novella che parte con un mito e finisce per studiare il rapporto tra morale, buon governo e, in generale, il comportamento da tenere in società.
Ad un principe degli inferi, figlio di Plutone e Proserpina, dopo aver stabilito la sua dimora sulla terra, sono assegnati due precettori, Senofonte e Machiavelli. La novella confronterà le due posizioni, scandite da altrettanti discorsi: solo quello di Machiavelli è presente in vari aspetti, mentre il pensiero di Senofonte è solo accennato.
Per la novella Senofonte e Machiavello
Autografo apparso fra le carte napoletane, datato 13 giugno 1822.
È l'appunto per il discorso di Machiavelli che, come in altri passi delle Operette, propone dei consigli per un buon governo lontani dalla morale comune.
Alla novella Senofonte e Machiavello
Autografo apparso fra le carte napoletane,
è il secondo appunto trovato sul testo che riporta alcune integrazioni relative al mito luciferino che fa da introduzione alla novella.

## Dialogo: ...filosofo greco, Murco senatore romano, popolo romano, congiurati
|  | Per approfondire, leggi il testo Dialogo: ...filosofo greco, Murco senatore romano, popolo romano, congiurati. |

Ispirato ai moti carbonari napoletani dello stesso anno.
Assegnato al '22 dal primo editore, fu datato agosto 1820 dallo Scarpa in rapporto alla lettera al Giordani del 4 settembre 1820: « In questi giorni, quasi per vendicarmi del mondo, e quasi anche della virtù, ho immaginato e abbozzato certe prosette satiriche ».

## Dialogo tra due bestie, p. e. un cavallo e un toro

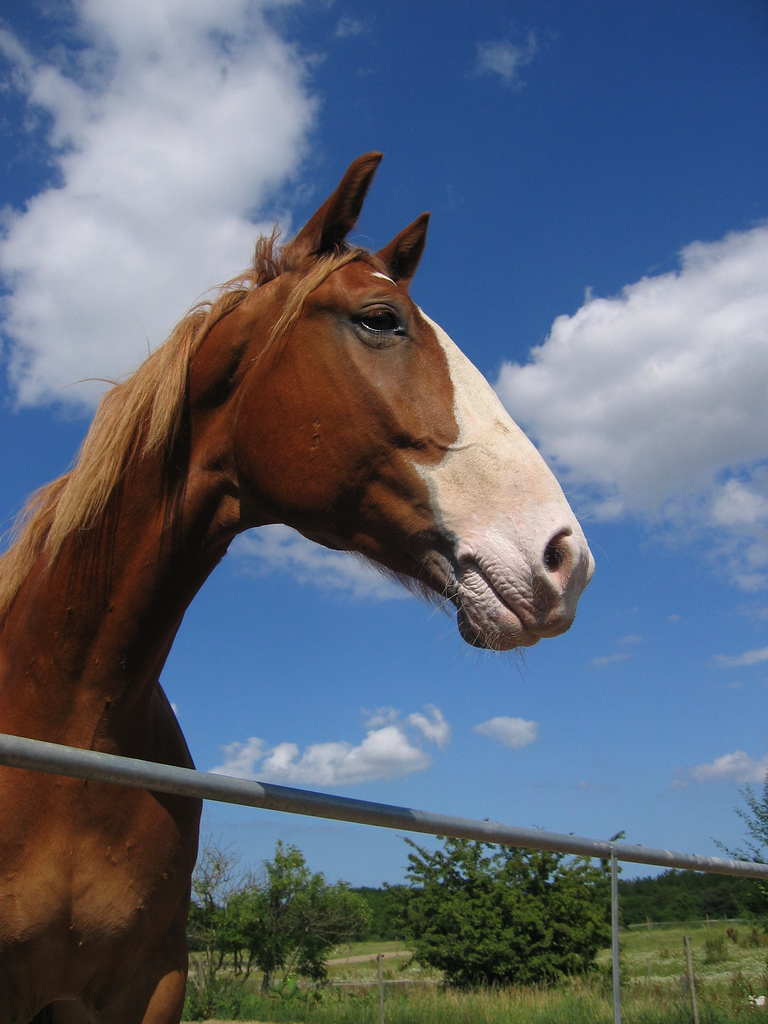
Cavallo

|  | Per approfondire, leggi il testo Dialogo tra due bestie, p. e. un cavallo e un toro. |

## Dialogo di un cavallo e un bue
|  | Per approfondire, leggi il testo Dialogo di un cavallo e un bue. |

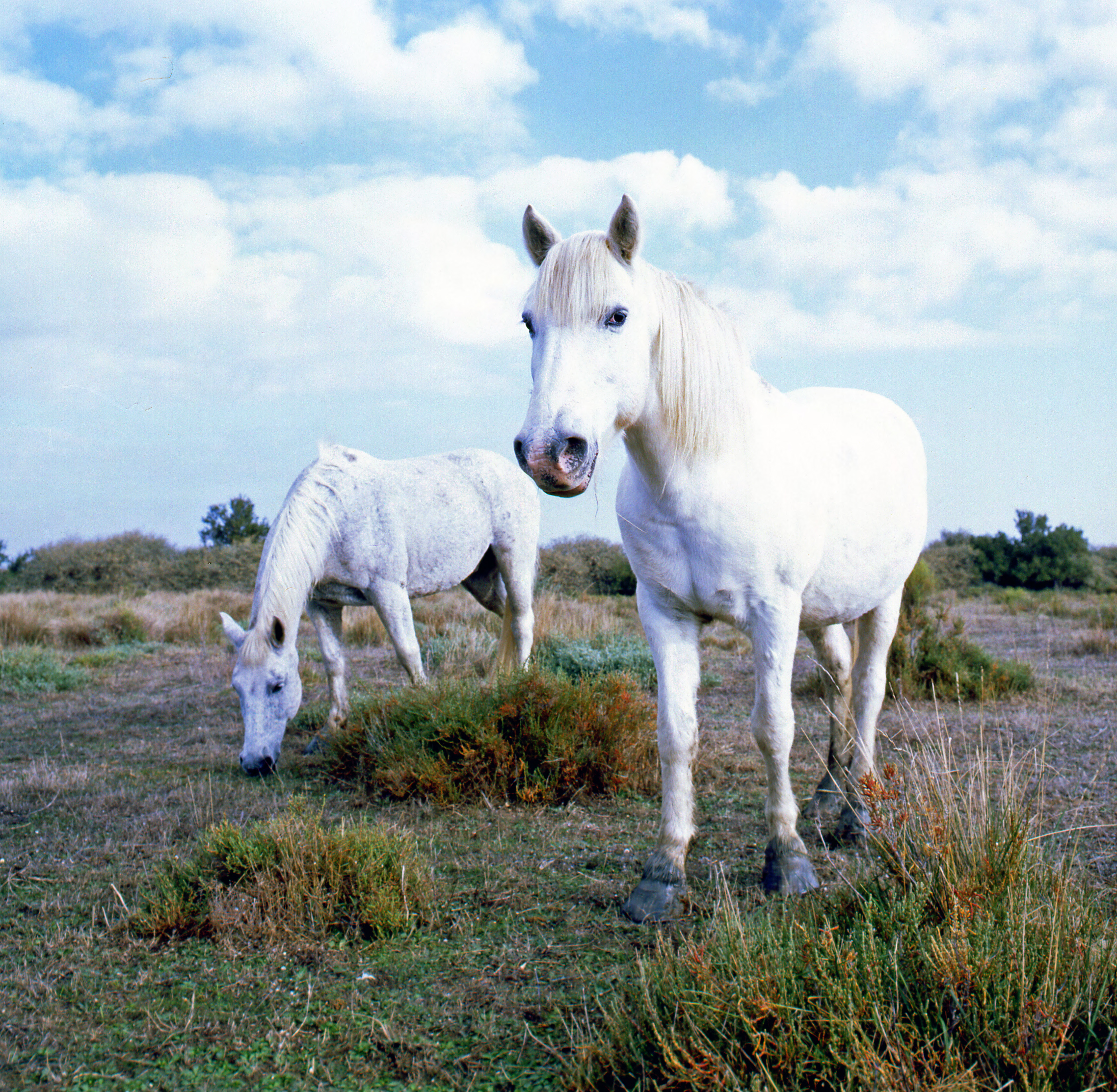
Cavallo

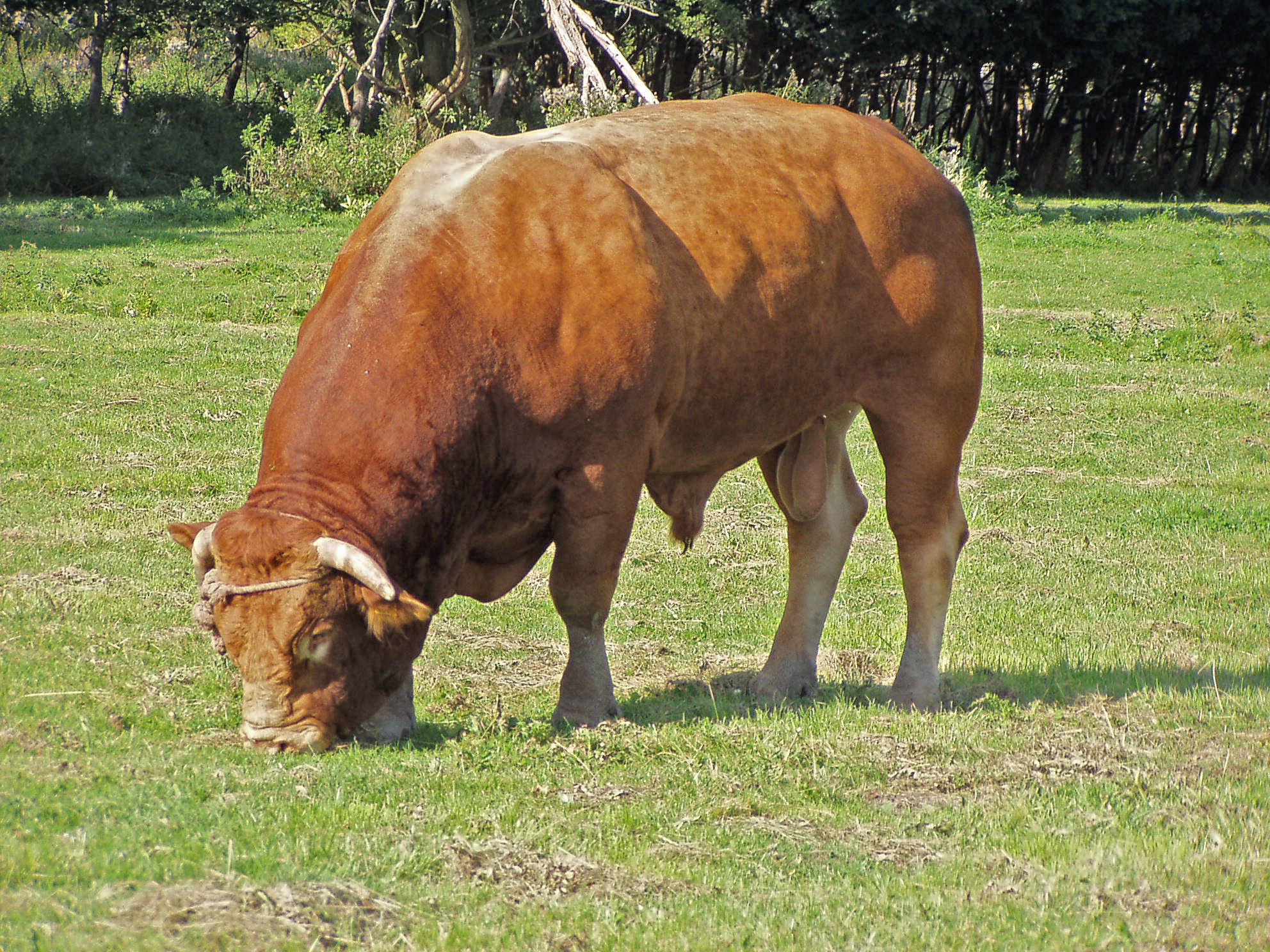
Bue

Amara satira contro l'antropocentrismo, primo nucleo delle prosette satiriche e diretta conseguenza dei moti napoletani del '20-'21: Dialogo tra due bestie p. e. un cavallo e un toro. Dialogo di un cavallo e un bue. Al dialogo del cavallo e del bue.
Sono stati composti presumibilmente, secondo un'ipotesi dello Scarpa, nell'agosto del 1820 in quanto farebbero parte delle « prosette satiriche » di cui Leopardi scrisse al Giordani il 4 settembre 1820.
La prima edizione è in Scritti vari inediti, con l'aggiunta di due foglietti ed una schedina dei manoscritti napoletani, omessi dal primo editore, secondo l'edizione del Flora.

## Frammento sul suicidio
|  | Per approfondire, leggi il testo Frammento sul suicidio. |

Questo Frammento, per struttura e contenuto diversissimo da quello canonico usato nel testo, il cui titolo è frutto dei primi editori che non seppero collocarlo, è datato dubitativamente al 1832. Una datazione più precisa la si deve allo Scarpa che lo pubblicò con un diverso titolo, Frammento di un trattato filosofico, e lo fece risalire al 1820.
(Scarpa,Opere cit., p. 1291.)
Apparve in Scritti vari inediti secondo l'edizione del Flora.

## Dialogo: Galantuomo e Mondo
|  | Per approfondire, leggi il testo Dialogo: Galantuomo e Mondo. |

Questo dialogo svolge il concetto che, nella vita, la virtù è inefficace, mentre conta la prepotenza, la bassezza d'animo, l'adulazione e il denaro.
I primi editori lo assegnarono al periodo '22-'24, mentre il Levi stabilì la data del dialogo al giugno 1821.
Apparve per la prima volta negli Scritti vari inediti, secondo l'edizione del Flora.

## Comparazione delle sentenze di Bruto minore e di Teofrasto vicini a morte
|  | Per approfondire, leggi il testo Comparazione delle sentenze di Bruto Minore e di Teofrasto vicini a morte. |

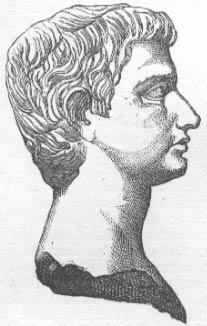
Disegno di Marco Giunio Bruto.

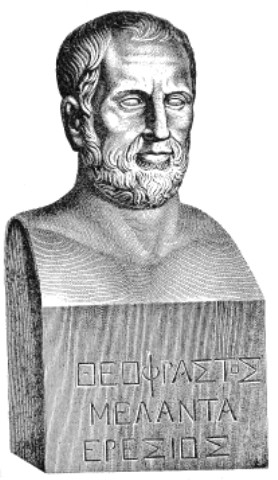
Teofrasto

Fu composta a Recanati, in otto giorni, nel marzo 1822. La prima edizione è stata premessa al Bruto minore, nelle dieci canzoni pubblicate a Bologna 1824; la seconda, con varianti, è apparsa solo postuma nell'edizione Le Monnier del '45.

## Dialogo di un lettore di umanità e di Sallustio
|  | Per approfondire, leggi il testo Dialogo di un lettore di umanità e di Sallustio. |

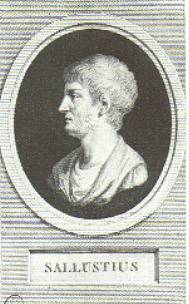
Gaio Sallustio Crispo

Composto a Recanati, tra il 26 e il 27 febbraio 1824. Occupava il quinto posto delle Operette sia nell'edizione milanese che fiorentina, ma fu escluso da quella del '35 «per volontà dell'autore».
Scrive il Mestica che l'esclusione probabilmente è da attribuire ad una precisa scelta stilistica:
(Mestica, Scritti letterari di Giacomo Leopardi, Firenze, Le Monnier, 1924.)

## Appunti per le Operette
|  | Per approfondire, leggi il testo Appunti per le Operette. |

Il primo appunto, si riferisce al Dialogo della Terra e della Luna e fu pubblicato dal Moroncini in una nota dell'edizione critica delle Operette morali (II, pp. 737); il secondo, sempre sullo stesso foglio delle carte napoletane, dal Flora (I, p. 1085 con il titolo Stralci per le Operette).

### Testo critico
- Giacomo Leopardi, F. Moroncini (edizione critica a cura di), Operette morali, Bologna, 1928.
- Giacomo Leopardi, O. Besomi (edizione critica a cura di), Operette morali, Milano, 1979.

### Testo commentato
- Giacomo Leopardi, a cura di G. Chiarini e P. Giordani (introduzione), Operette morali, Livorno, 1870.
- Giacomo Leopardi, G. Gentile (a cura di), Operette morali, Bologna, 1918.
- Giacomo Leopardi, M. Porena (a cura di), Operette morali, Milano, 1921.
- Giacomo Leopardi, F. Flora (a cura di), Operette morali, Milano, 1949.
- Giacomo Leopardi, M. Oliveri (a cura di), Operette morali, Milano, 1951.
- Giacomo Leopardi, I. Della Giovanna (a cura di); G. De Robertis (introduzione), Operette morali, Firenze, 1957.
- Giacomo Leopardi, M. Fubini (a cura di), Operette morali, Torino, 1966.
- Giacomo Leopardi, C. Galimberti (a cura di), Operette morali, Napoli, 1977.
- Giacomo Leopardi, G. Getto, E. Sanguineti (a cura di), Operette morali, Milano, 1982.
- Giacomo Leopardi, M. A. Bazzocchi (a cura di), Operette morali, Milano, 1991.
- Giacomo Leopardi, L. Melosi (a cura di), Operette morali, Milano, 2008.

### Critica
- W. Binni, La nuova poetica leopardiana, Firenze, 1947.
- G. Marzot, Storia del riso leopardiano, Messina-Firenze, 1966.
- W. Binni, La protesta di Leopardi, Firenze, 1973.
- C. Galimberti, Linguaggio del vero in Leopardi, Firenze, 1973.
- A. Borlenghi, Leopardi. Dalle “Operette morali”, ai “Paralipomeni”, Milano, 1973.
- S. Campailla, La vocazione di Tristano. Storia interiore delle “Operette morali”, Bologna, 1977.
- V. Melani, Leopardi e la poesia del Cinquecento, Messina-Firenze, 1979.
- A. Tartaro, Leopardi, Bari, Laterza, 1978.
- W. Binni, Lettura delle “Operette morali”, Genova, 1987.
- L. Blasucci, I tempi della satira leopardiana, Napoli, 1989.
- A. Ferraris, La vita imperfetta. Le “Operette morali” di Giacomo Leopardi, Genova, 1991.
- A. Frattini, Leopardi. Il problema delle fonti alla radice della sua opera, Roma, 1990.
- A. Valentini, Leopardi. Idillio metafisico e poesia copernicana, Roma, 1991.
- F. Secchieri, Con leggerezza apparente. Etica e ironia nelle “Operette morali”, Modena, 1992.
- W. Binni, Lezioni leopardiane, Firenze, 1994.
- L. Celerino, Giacomo Leopardi, Operette morali, Letteratura italiana – Le Opere vol. III, Torino, UTET, 1995.
- G. Macciocca, Letteratura Italiana, Dizionario delle opere M-Z, Torino, Einaudi, 2000.

### Strumenti di lavoro
- Giacomo Leopardi, Operette morali, collana Tutte le opere, Sansoni, 1993,  pp. 135 (su due colonne).
- Luigi Castiglioni, Scevola Mariotti (con la collaborazione di Arturo Brambilla e Gaspare Campagna). IL – Vocabolario della lingua latina. Loescher editore. Torino, 1990. Pp. 1971.
- Lao Paletti. Corso di lingua latina. I. Fonetica, Morfologia, Sintassi. Paravia. Torino, 1974. 16ª rist. 1987 pp. 604. ISBN 88-395-0387-0
- Luca Serianni (con la collaborazione di Alfredo Castelvecchi). Grammatica italiana. Italiano comune e lingua letteraria. UTET libreria, Linguistica. Torino, ed. 1989 seconda ed. 1991. Pp. 752 ISBN 88-7750-033-6.
- P.G. Beltrami, La metrica italiana, Il Mulino, Bologna, 1991.
- R. Luperini, P. Cataldi, L. Marchiani, La scrittura e l'interpretazione: storia e antologia della letteratura italiana nel quadro della civiltà europea, ed. blu, vol. 2, Palumbo Editore, Palermo.